# Älvsby landsfiskalsdistrikt
Älvsby landsfiskalsdistrikt var 1918–1964 ett landsfiskalsdistrikt i Norrbottens län, bildat när Sveriges indelning i landsfiskalsdistrikt trädde i kraft den 1 januari 1918, enligt beslut den 7 september 1917. Den 1 januari 1965 avskaffades i Sverige samtliga landsfiskaler och landsfiskalsdistrikt, och deras arbetsuppgifter delades upp på de nyskapade indelningarna polisdistrikt, åklagardistrikt och kronofogdedistrikt.
Landsfiskalsdistriktet låg under länsstyrelsen i Norrbottens län.

## Ingående områden
1 januari 1948 utbröts Älvsbyns köping ur landskommunen men området fortsatte att ingå i landsfiskalsdistriktet.

### Från 1918
- Älvsby landskommun

### Från 1948
- Älvsby landskommun
- Älvsbyns köping